# Metropolregion Warschau

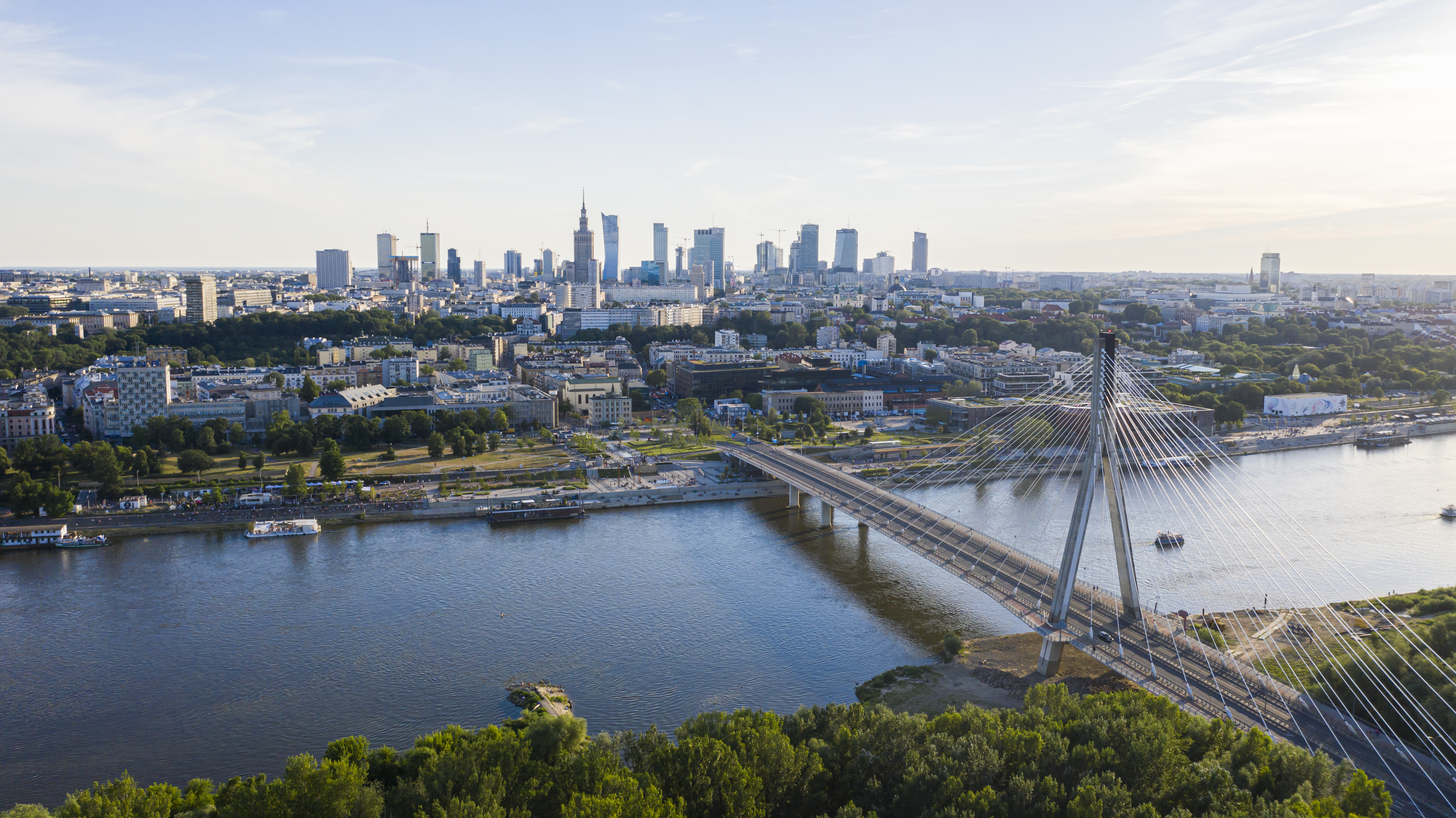
Skyline von Warschau

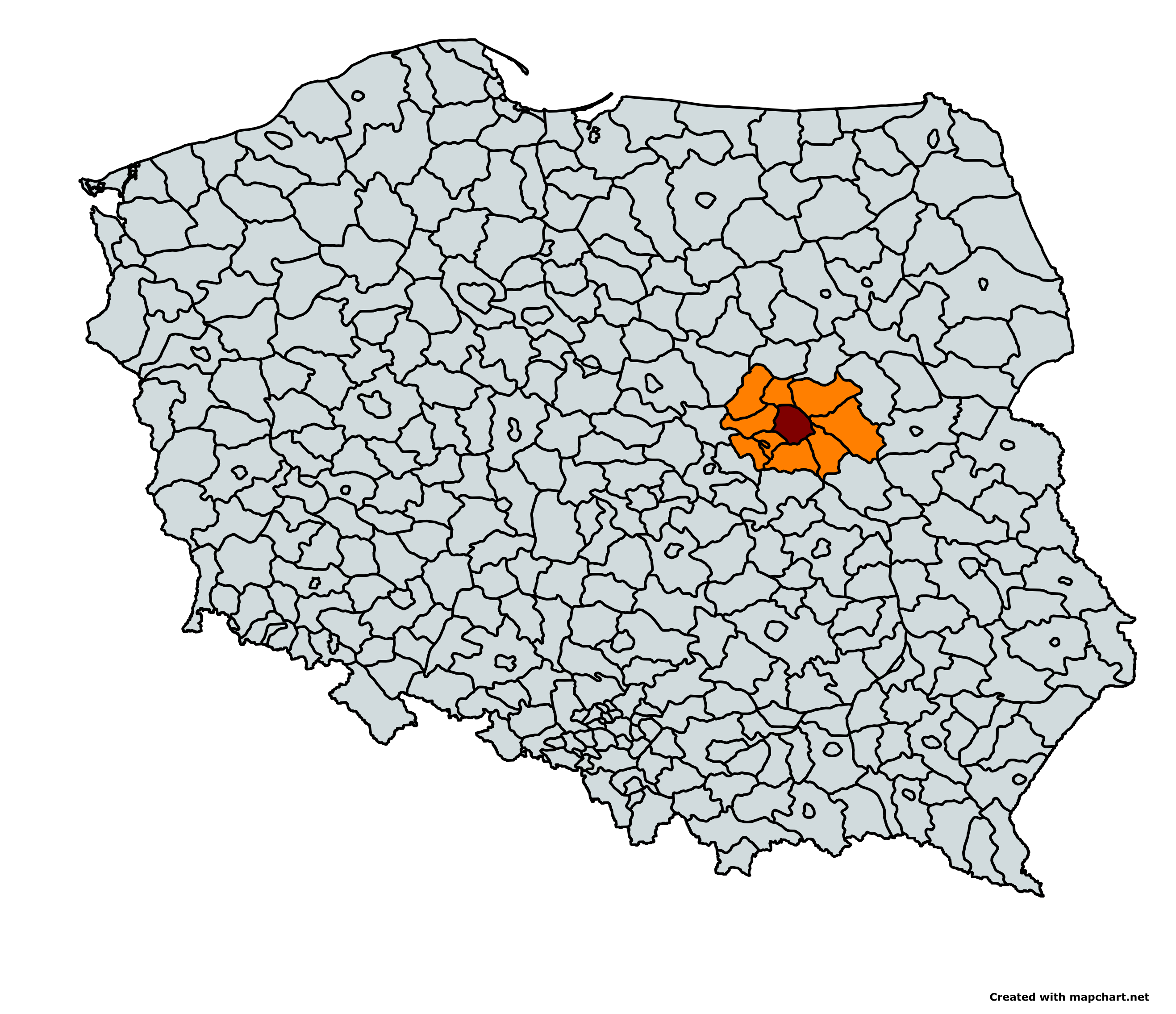
Metropolregion Warschau in Polen

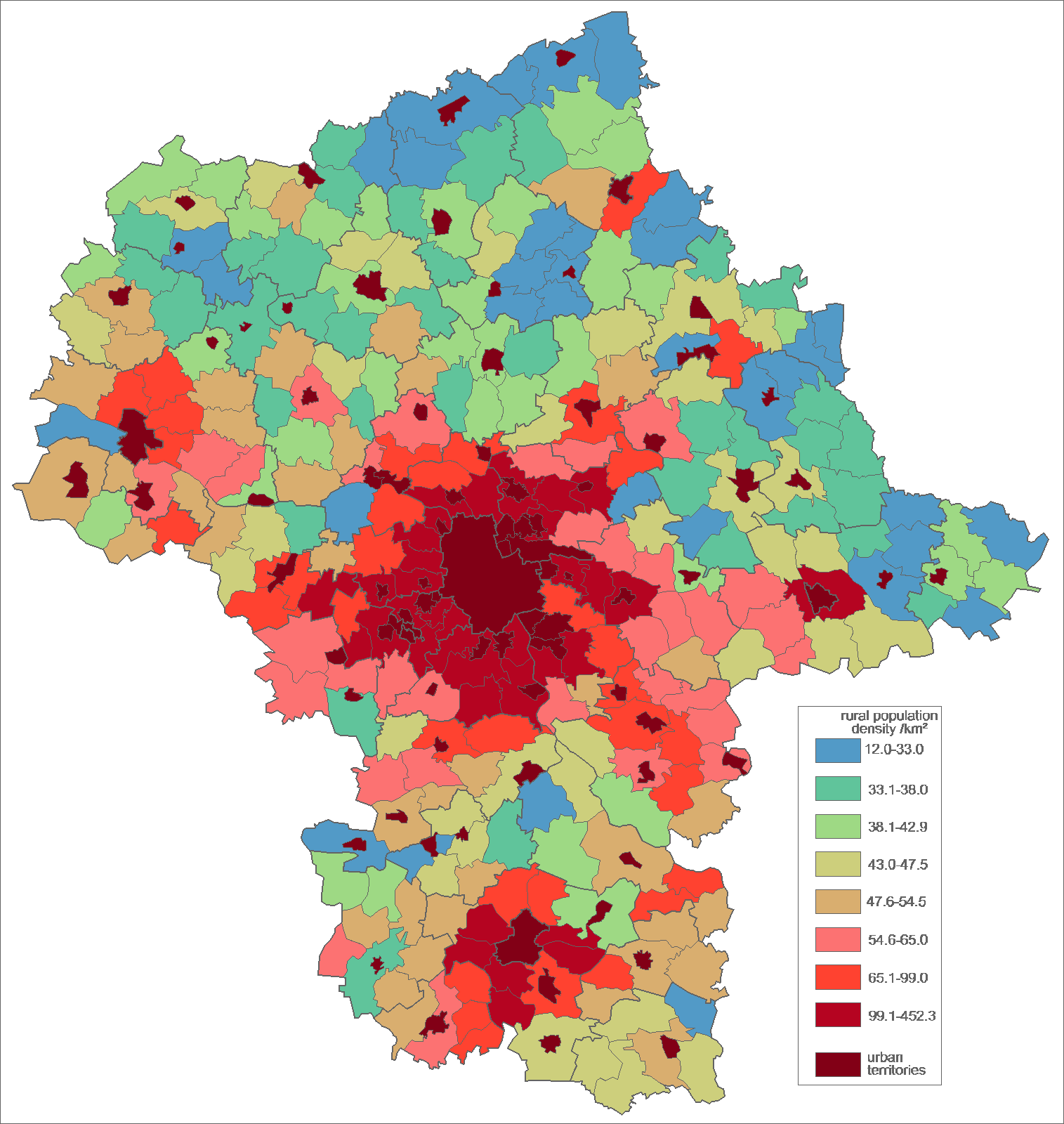
Bevölkerungsdichte in Masowien (2006)

Die Metropolregion Warschau (polnisch: aglomeracja warszawska oder Miejski Obszar Funkcjonalny Warszawy) ist die Metropolregion von Warschau, der Hauptstadt Polens. Der Großraum umfasst zehn Landkreise in der Woiwodschaft Masowien mit einer Fläche von 6100 km² und einer Einwohnerzahl von rund 3,3 Millionen im Jahr 2023. Der Großraum bildet eine eigene NUTS-2-Einheit sowie eine eigene Polizeiregion mit einem eigenen hauptstädtischen Polizeipräsidium, die beide ausnahmsweise aus der Woiwodschaft Masowien ausgegliedert wurden, da polnische NUTS-2-Gebiete und Polizeiregionen im Allgemeinen mit den Gebieten der Woiwodschaften identisch sind.
Die größten Städte innerhalb der Metropolregion sind Warschau, Pruszków, Legionowo, Otwock, Mińsk Mazowiecki, Piaseczno und Wołomin.

## Zusammensetzung
Die folgenden folgende Städte und Kreise (Powiat) bilden die Metropolregion Warschau.
| Kreis                      | Fläche km2 | Einwohnerzahl (2021) |
| -------------------------- | ---------- | -------------------- |
| Stadt Warschau             | 517        | 1.860.281            |
| Powiat Wołomiński          | 955        | 268.443              |
| Powiat Piaseczyński        | 621        | 207.514              |
| Powiat Pruszkowski         | 246        | 176.623              |
| Powiat Miński              | 1164       | 158.750              |
| Powiat Warszawski Zachodni | 533        | 130.344              |
| Powiat Legionowski         | 390        | 127.617              |
| Powiat Otwocki             | 615        | 126.694              |
| Powiat Grodziski           | 367        | 102.011              |
| Powiat Nowodworski         | 692        | 79.925               |
| Metropolregion Warschau    | 6100       | 3.238.202            |

## Wirtschaft
Im Jahr 2021 betrug das Bruttoinlandsprodukt der Metropolregion Warschau ca. 100 Milliarden Euro, was knapp ein Viertel der Wirtschaftsleistung Polens war. Damit liegt Warschau auf Platz 20 der Metropolregionen in der Europäischen Union.

## Verkehr
Der öffentliche Nahverkehr im Gebiet wird von den Warschauer Verkehrsbetrieben (Zarząd Transportu Miejskiego) betrieben.